# 2e arrondissement (Lyon)
Het 2e arrondissement is een van de negen arrondissementen van de Franse stad Lyon. Het arrondissement beslaat het zuidelijke gedeelte van het Presqu'île, heeft een oppervlakte van 341 hectare en 30.276 inwoners (2006). 

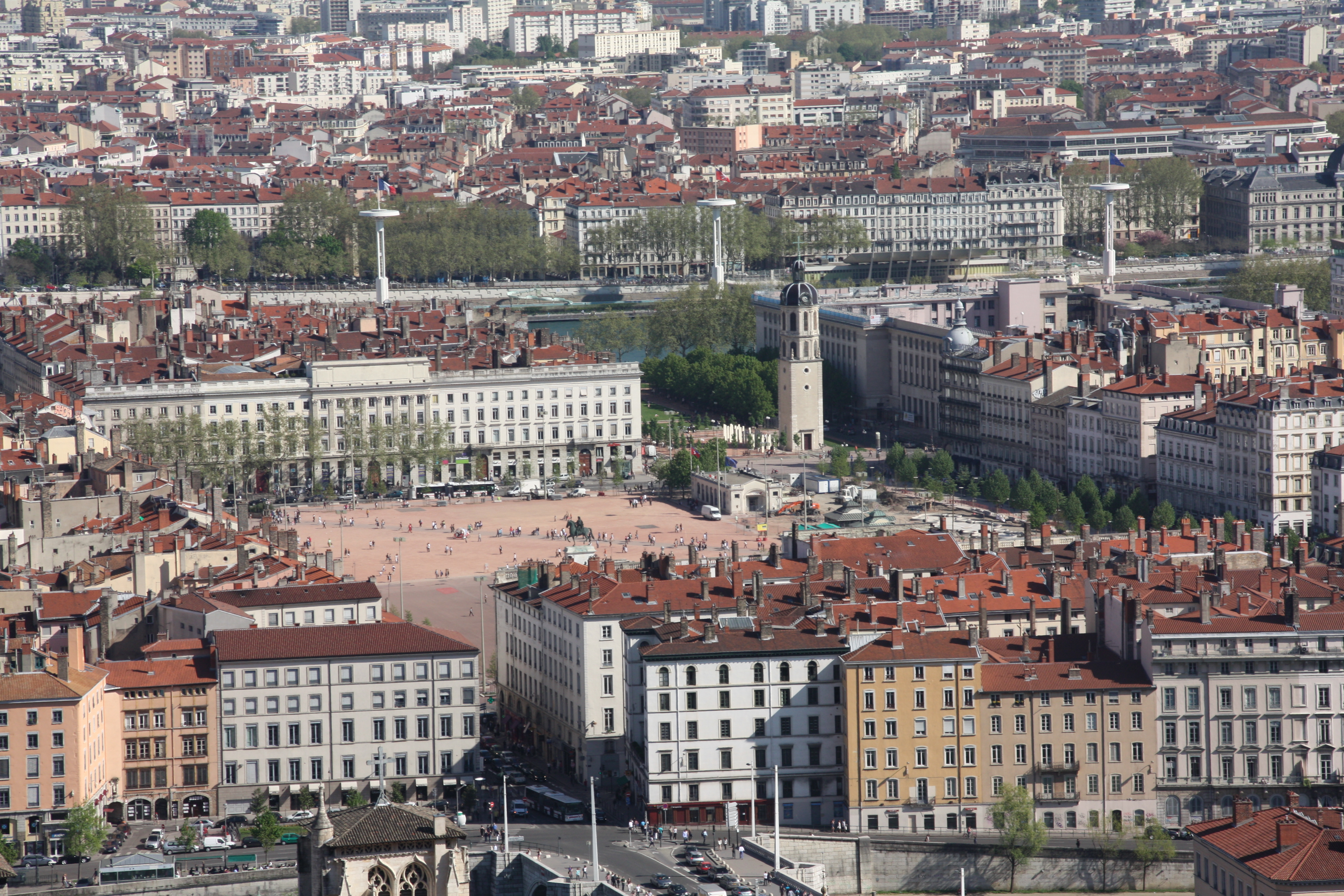
Place Bellecour

In het tweede arrondissement bevindt zich het winkelhart van de stad. De belangrijkste winkelstraat, Rue de la République, bevindt zich in deze wijk. De onroerend goedprijzen zijn in het grootste gedeelte van de wijk zeer hoog, de gegoede burgerij en veel yuppen wonen er en vooral ten noorden van Place Bellecour zijn er juweliers, winkels van dure kledingmerken en winkels in andere luxeartikelen. Ten zuiden van Perrache daarentegen ligt een armer stuk van de stad. 